# Paul von Monakow

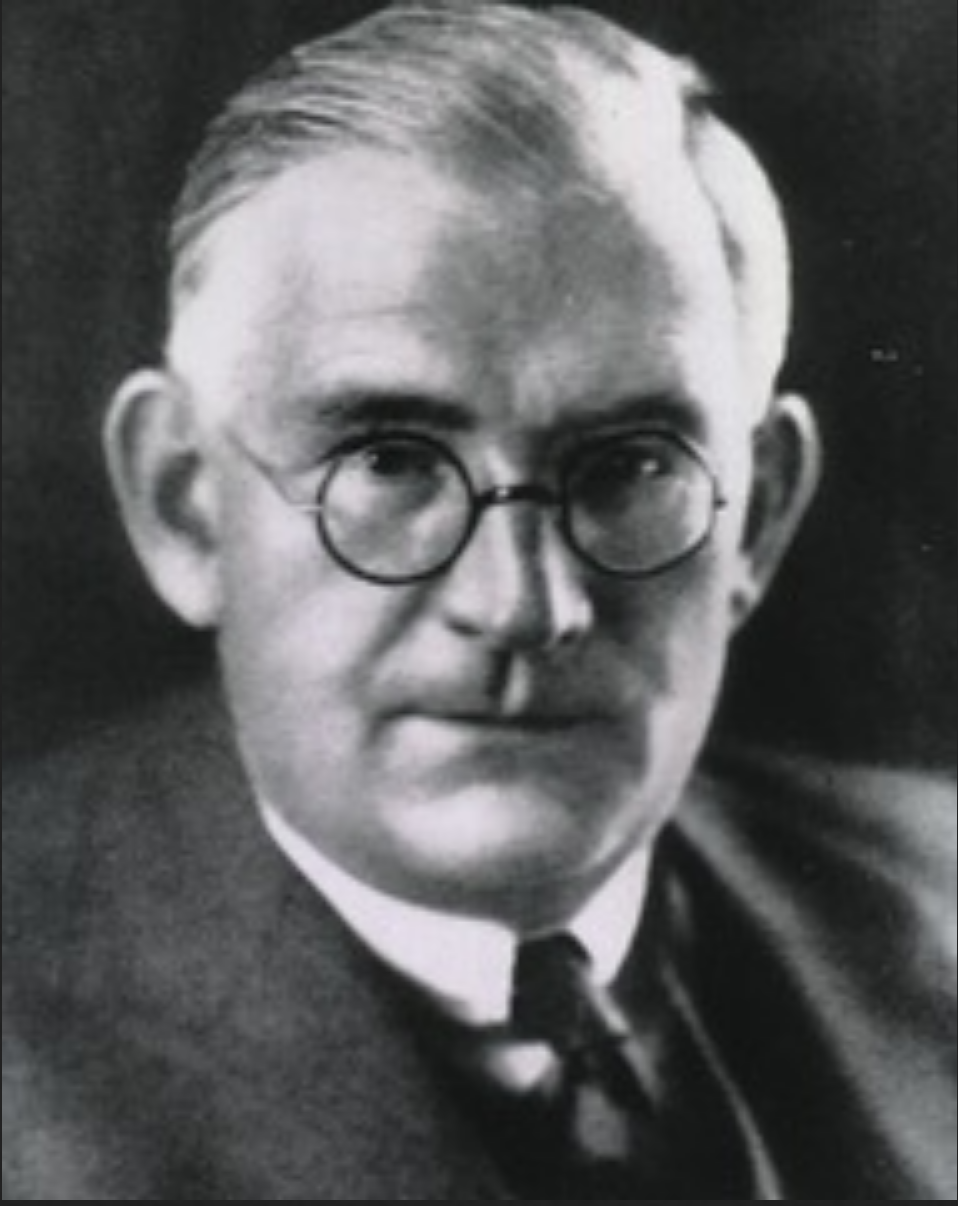
Paul von Monakow, um 1940

Paul von Monakow (* 24. März 1885 in Pfäfers, Kanton St. Gallen, Schweiz; † 22. August 1945 in Samaden, Kanton Graubünden, Schweiz) war ein schweizerischer Mediziner.
Monakow war ein Internist, Neurologe und Hochschullehrer, der zeitweise in Deutschland praktizierte.

## Familie

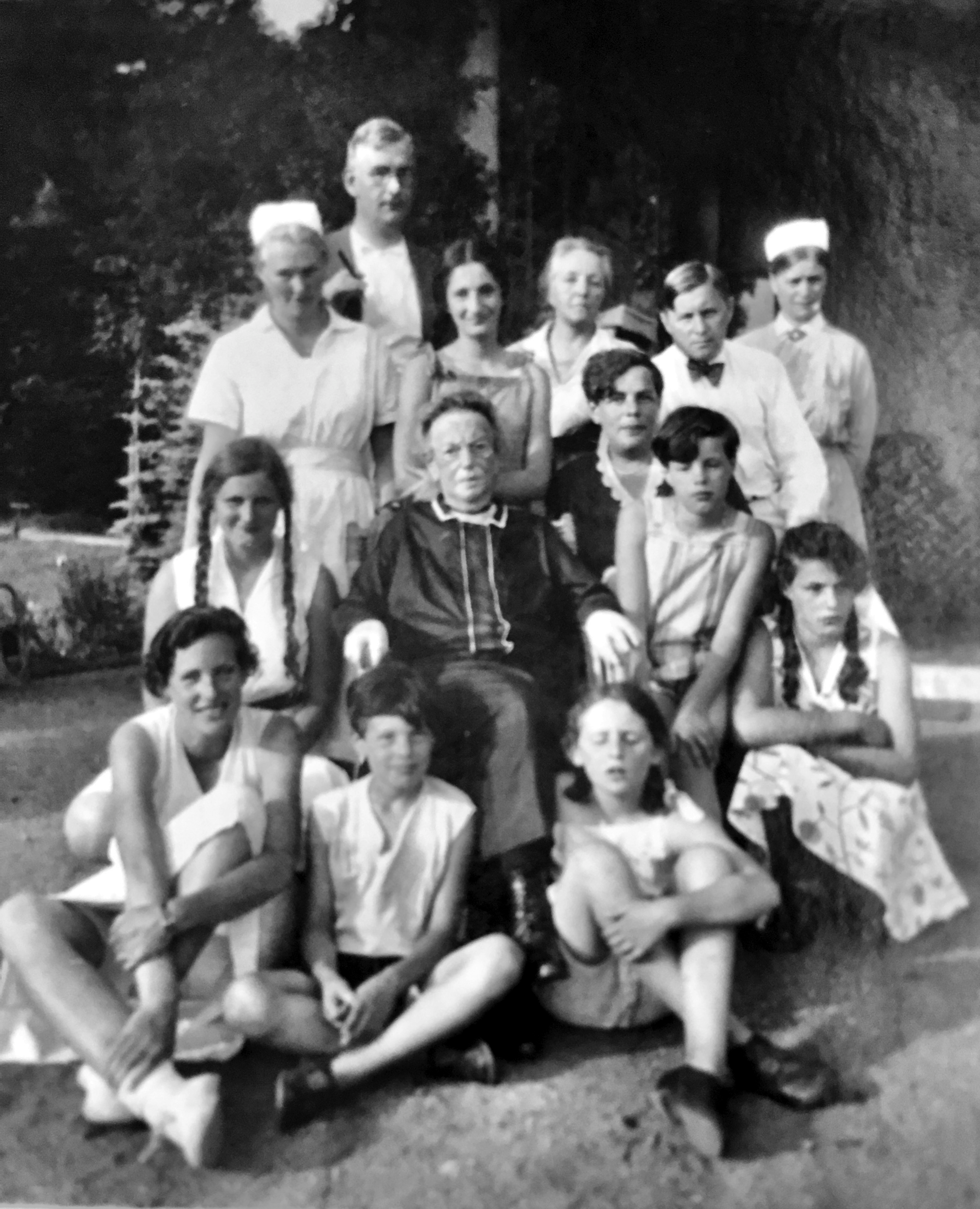
Philippine Hochschild (Mitte, sitzend), umrahmt von einem Teil des Hauspersonals ihres Landhauses in Eppenhain (Taunus), ihrer jüngsten Tochter Anna Sara, ihrem Schwiegersohn Paul Reiner und ihren Enkeltöchtern aus den Familien Reiner (Juist) und von Monakow (Zürich); Paul von Monakow hinten links stehend, um 1930

Paul von Monakow war der Sohn des russisch-schweizerischen Neurologen, Neuroanatoms und Neuropathologen Constantin von Monakow und dessen Ehefrau Mathilde (1854–1929), geborene Rudio, die der reformierten Kirche angehörten. Paul wurde während der Tätigkeit seines Vaters als Assistenzarzt in der St. Gallischen Heil- und Pflegeanstalt St. Pirminsberg ebenda geboren. Ein halbes Jahr nach seiner Geburt zogen seine Eltern im September 1885 nach Zürich, wo der Vater eine Praxis eröffnete.
Am 30. September 1912 heiratete Paul von Monakow in Frankfurt am Main Alice Gustine Hochschild (geboren am 10. August 1889 in Frankfurt am Main; gestorben am 23. Dezember 1948 in Zürich), das dritte Kind und die zweite Tochter des Unternehmers Zachary Hochschild, der für die Metallgesellschaft AG, die Metallurgische Gesellschaft AG und die Berg- und Metallbank AG in Frankfurt am Main tätig war, und dessen Ehefrau Philippine Ellinger (geboren am 7. Juli 1859 in Frankfurt am Main; gestorben am 28. Dezember 1931 ebenda). Hochschild wirkte zu dieser Zeit auch als eine der Stifterpersönlichkeiten der 1914 gegründeten Königlichen Universität Frankfurt und des Naturmuseums der Senckenberg Gesellschaft für Naturforschung zu Frankfurt am Main.
Trauzeugen waren der römisch-katholische Frankfurter Architekt Wilhelm Schreiber (* 10. April 1873 in Frankfurt am Main; † 10. April 1948 in New York City) und dessen Schwager, der evangelisch-lutherische Frankfurter Kaufmann Carl Rudolf Euler (* 19. Oktober 1875 in Frankfurt am Main; † 2. März 1964 in Königstein im Taunus), ein Vorstandsmitglied der Frankfurter Metallgesellschaft AG und der Metallurgischen Gesellschaft AG, der mit Paul von Monakows Schwägerin Henriette „Henni“ Hochschild (geboren am 13. Mai 1882 in Frankfurt am Main; gestorben am 9. Mai 1965 in Königstein im Taunus) verheiratet war.
Aus der Ehe Paul von Monakows gingen vier Töchter hervor, Leonore „Lore“ Alexandra (* 17. Juni 1913; † 17. März 1993, verh. Hartmann), Maria Mathilde (* 12. Januar 1915; † 5. Oktober 2005, verh. Müller), Constanze „Stanzi“ Philippine (* 13. Juni 1919; † 18. Januar 1996, verh. Wäffler) und Alice Beate (* 24. Januar 1923; † 6. Februar 1999, verh. Ziegler).
Zwei seiner Töchter, Leonore und Maria, fungierten während ihres Studiums als Vertrauensleute des von Martin Luserke geleiteten reformpädagogischen Landerziehungsheims Schule am Meer auf der ostfriesischen Insel Juist, während Paul von Monakow zu den Förderern der Stiftung Schule am Meer zählte.

## Schule und Studium

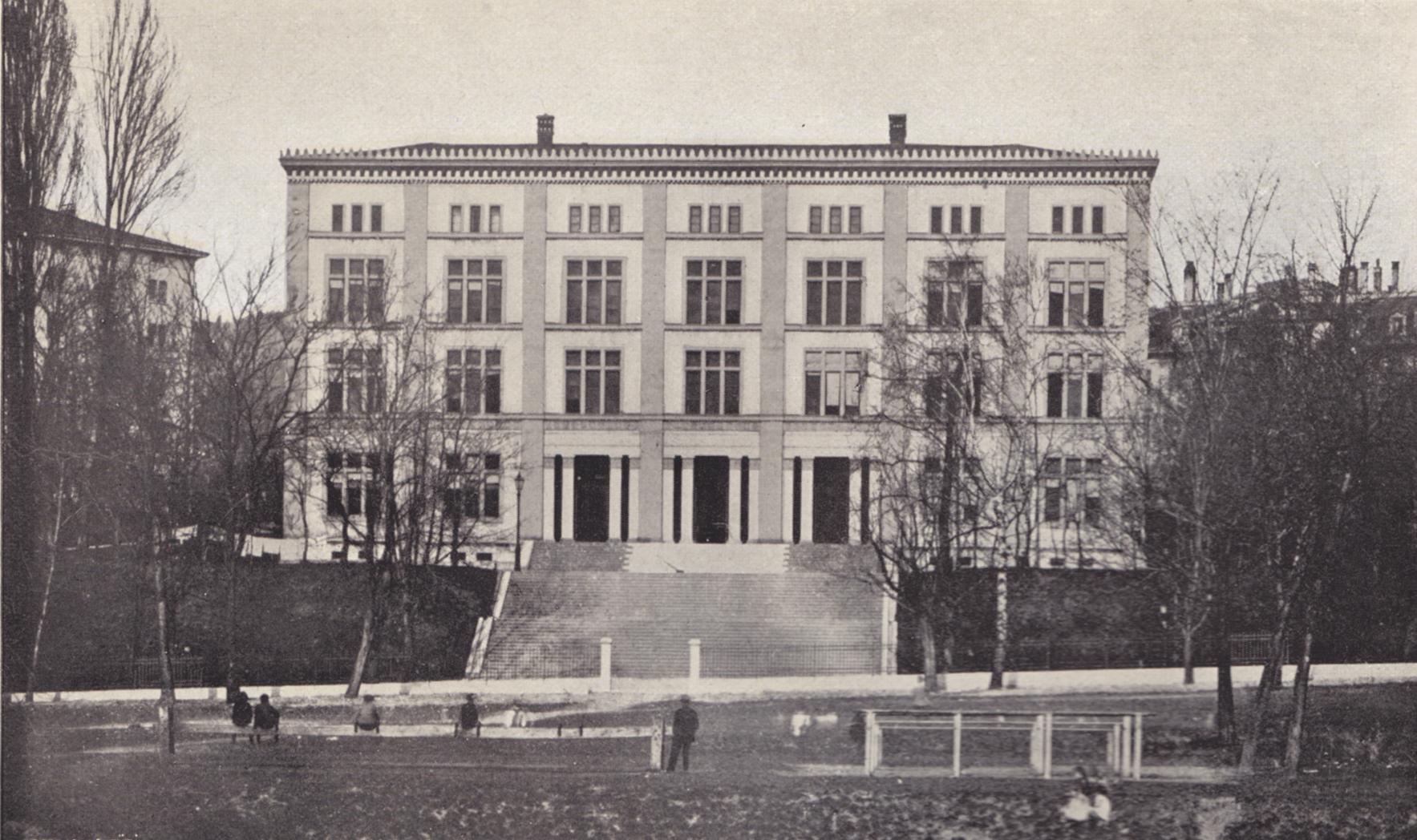
Kantonsschule Zürich, um 1910

Paul von Monakow absolvierte die Kantonsschule Zürich und immatrikulierte sich zum Wintersemester 1903/04 für das Studienfach Medizin an der Universität Zürich. Dort verblieb er bis einschliesslich des Sommersemesters 1904 und studierte danach an der Universität Leipzig, an der Eberhard Karls Universität in Tübingen und an der Ludwig-Maximilians-Universität in München, im Sommersemester 1908 wieder in Zürich. Als Assistenzarzt war er bei Friedrich von Müller in München tätig. Im Jahr 1917 habilitierte er sich in der Hauptstadt des Königreiches Bayern für innere Medizin.

## Wirken
Nach dem Ende des Ersten Weltkrieges war er im Wintersemester 1918/19 als Privatdozent  für Innere Medizin an der Ludwig-Maximilians-Universität in München beschäftigt. Dann veranlassten Novemberrevolution und Räterepublik Paul von Monakow dazu, das Deutsche Reich zu verlassen; 1919 kehrte er in die Schweiz zurück und habilitierte sich an der Zürcher Universität. Er eröffnete eine internistische Praxis, die sich in der Folge stark vergrößerte und sehr erfolgreich wurde. Familiärer Überlieferung zufolge habe er in Zürich auch eine Privatklinik mit dem Kürzel Eos betrieben, bestätigt durch eine 1939 vorgelegte Dissertation, die deren Bestand bis zum Jahr 1939 datiert.
Der Fokus der medizinischen Forschung Paul von Monakows galt der Nierenfunktion; seine bedeutenden wissenschaftlichen Arbeiten befassten sich mit der Pathologie der Niere. Im Jahr 1920 erbrachte er den Nachweis, dass ein dauerhafter Anstieg des Blutdrucks nicht allein von der Niere ausgehe, sondern dafür auch andere Faktoren relevant sein können.
In Zürich wandte er sich dann internistisch-neurologischen Grenzproblemen zu, darunter der Pathologie und Klinik der Hypophyse, der Physiopathologie und der pathologischen Anatomie der Plexus chorioidei des Gehirns, speziell bei der Urämie, mit der der physiologisch-biologischen Basis der psychischen Regulationen und der zentralen Regulation vegetativer Funktionen. Dabei nahm er Bezug auf die Forschungsergebnisse seines Vaters.

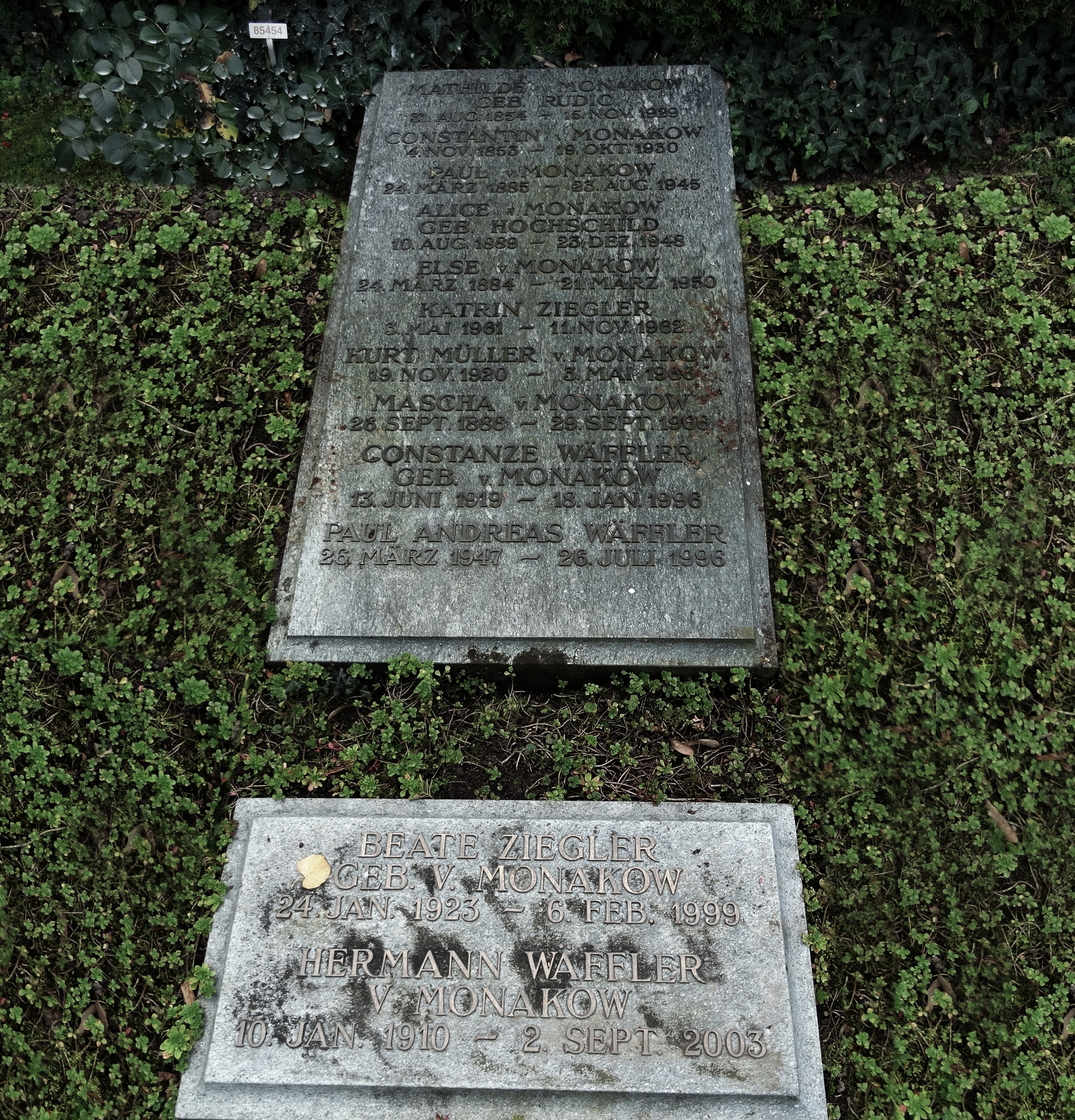
Grab, Friedhof Rehalp, Zürich

Im Jahr 1932 verstarb Paul Reiner in Paul von Monakows Zürcher Eos-Privatklinik an Krebs. 1933 soll von Monakow beispielsweise dem deutschen Schriftsteller Jakob Wassermann eine Insulinbehandlung verordnet haben.
Paul von Monakow war wie Ida Somazzi Vorstandsmitglied der Schweizerischen Völkerbundsvereinigung, privat agierte er als Cellist eines regelmässig musizierenden Hausquartetts. Ab 1923 war er Mitglied der Naturforschenden Gesellschaft in Zürich (NGZH).
Im Jahr 1939 veröffentlichte Paul von Monakow posthum das letzte Manuskript, an dem sein Vater kurz vor seinem Tod vom 4. März bis zum 12. August 1930 gearbeitet hatte. Dieser hatte es als seinen „Schwanengesang“ bezeichnet.
Der passionierte Bergsteiger Paul von Monakow verunglückte während einer seiner Bergtouren am 21. August 1945. Eine Rettungsmannschaft brachte ihn in das Kreisspital Samaden, wo er einen Tag später an seinen schweren Verletzungen verstarb. Seine letzte Ruhestätte fand er auf dem Friedhof Rehalp in Zürich.

## Veröffentlichungen (Auszug)
- Beitrag zur Funktionsprüfung der Niere. Sonderdruck aus: Deutsches Archiv für klinische Medizin, Bd. 102, Seite 248–310. Verlag von F. C. W. Vogel, Leipzig 1911, OCLC 602910689
- Beitrag zur Kenntnis der Nephropathien, 1. Sonderdruck aus: Deutsches Archiv für klinische Medizin, Bd. 115 (1914), S. 47–81. Verlag von F. C. W. Vogel, Leipzig 1914, OCLC 602910437
- Beitrag zur Kenntnis der Nephropathien, 2, Fälle mit Kochsalzretention. Sonderdruck aus: Deutsches Archiv für klinische Medizin, Bd. 115 (1914), S. 224–266. Verlag von F. C. W. Vogel, Leipzig 1914, OCLC 602910553
- Beitrag zur Kenntnis der Nephropathien, 3, Mischformen. Sonderdruck aus: Deutsches Archiv für klinische Medizin, Bd. 116 (1914), S. 1–42. Verlag von F. C. W. Vogel, Leipzig 1914, OCLC 602910594
- Untersuchungen über die Funktion der Niere unter gesunden und krankhaften Verhältnissen – Aus der II. Medizinischen Klinik zu München (Habilitationsschrift). Verlag von F. C. W. Vogel, Leipzig 1917, OCLC 73009451
- mit Franz Mayer: Über den Einfluss der Erschwerung des Harnabflusses auf die Nierenfunktion. Sonderdruck aus: Deutsches Archiv für klinische Medizin, Bd. 128, Heft 1 (1918), S. 20–50. Verlag von F. C. W. Vogel, Leipzig 1918, OCLC 602913541
- Blutdrucksteigerung und Niere. Sonderdruck aus: Deutsches Archiv für klinische Medizin, Bd. 133, Heft 3 und 4 (1920), S. 129–152. Verlag von F. C. W. Vogel, Leipzig 1920, OCLC 602913452
- als Hrsg.: Constantin von Monakow: Panegyrismus des natürlichen Greisenalters. In: Schweizer Archiv für Neurologie und Psychiatrie, XLIII (1939), S. 105–129
- Ueber das Verhältnis von Blut zu Urin und seine Bedeutung für die Beurteilung der Nierenfunktion (Sonderdruck aus: Schweizerische Medizinische Wochenschrift, Jg. 71 (1941), Nr. 11, S. 143–150. Schwabe, Basel 1941, OCLC 72287184)